# Четумаль (бухта)
Бухта Четумаль (англ. Chetumal Bay) — крупный залив западного Карибского моря на южном побережье полуострова Юкатан. Расположен в северной части Белиза и на юго-востоке Мексики.

## География
Устье бухты направлено на юг и защищено большим островом Амбергрис-Кей (Белиз). На берегу бухты расположен крупный мексиканский город Четумаль штата Кинтана-Роо. Небольшой внутренний Коросальский залив простирается на юго-запад в верхней части бухты. Назван по стоящему на его берегу белизскому городу Коросаль столицы одноимённого округа. В заливе Четумаль находится Таам Джа (Taam Ja’) — вторая по глубине голубая дыра в мире. Гигантская подводная пещера имеет глубину 274 метра и занимает площадь 13 660 метров².